# Drolenval
Drolenval is een gehucht in de Belgische provincie Luik. Het ligt in Cornesse, een deelgemeente van Pepinster.

## Geschiedenis
Drolenval was een heerlijkheid binnen het Prinsbisdom Luik en aldus een enclave van dit prinsbisdom binnen het territorium van Soiron. Ondanks de staatsgrens behoorden de inwoners in Drolenval tot de parochie van Soiron en vielen onder het tiendrecht van Soiron. Tegen een vergoeding mochten de bewoners van Drolenval bovendien gebruik maken van de gemeenschappelijke weidegronden van Soiron.
Op het eind van het ancien régime werd Drolenval een gemeente. In 1822 werd de gemeente al opgeheven en bij Cornesse gevoegd.
Deelgemeenten: Cornesse · Pepinster · Soiron · Wegnez

Overige plaatsen: Bouhaye · Chalsèche · Cromhaise · Drolenval · Fiérain · Forges-Thiry · Goffontaine · Les Foxhalles · Saint-Germain · Saute · Sohan · Tancrémont (deels) · Tribomont

Belgische gemeenten · arrondissement Verviers · provincie Luik · Wallonië